# Crempigny-Bonneguête
Crempigny-Bonneguête este o comună în departamentul Haute-Savoie din sud-estul Franței. În 2009 avea o populație de 258 de locuitori.

## Evoluția populației
| An        | 1975 | 1982 | 1990 | 1999 | 2006 | 2009 |
| --------- | ---- | ---- | ---- | ---- | ---- | ---- |
| Populație | 91   | 98   | 114  | 167  | 238  | 258  |